# Villiers-le-Sec (Nièvre)
Pour les articles homonymes, voir Villiers-le-Sec.
Villiers-le-Sec est une commune française située dans le département de la Nièvre, en région Bourgogne-Franche-Comté.

## Géographie
Villiers-le-Sec est située dans le département de la Nièvre, dans l’arrondissement de Clamecy. La superficie de la commune est de 138 hectares. Son altitude varie entre 224 et 320 mètres. Elle compte 48 habitants en 2017.
Le village est implanté dans le nord de la Nièvre, à environ 55 km de Nevers (par la route). Il est situé à 4 km de Varzy et à 12 km au sud-ouest de Clamecy, son chef-lieu d'arrondissement.
Avec une superficie de 138 ha, Villiers-le-Sec est la commune la moins étendue du département.

### Climat
Pour des articles plus généraux, voir Climat de la Bourgogne-Franche-Comté et Climat de la Nièvre.
En 2010, le climat de la commune est de type climat océanique dégradé des plaines du Centre et du Nord, selon une étude du Centre national de la recherche scientifique s'appuyant sur une série de données couvrant la période 1971-2000. En 2020, Météo-France publie une typologie des climats de la France métropolitaine dans laquelle la commune est exposée à un climat océanique altéré et est dans la région climatique  Centre et contreforts nord du Massif Central, caractérisée par un air sec en été et un bon ensoleillement. 
Pour la période 1971-2000, la température annuelle moyenne est de 10,7 °C, avec une amplitude thermique annuelle de 15,8 °C. Le cumul annuel moyen de précipitations est de 888 mm, avec 12,8 jours de précipitations en janvier et 8,1 jours en juillet. Pour la période 1991-2020, la température moyenne annuelle observée sur la station météorologique de Météo-France la plus proche, « Clamecy », sur la commune de Clamecy à 11 km à vol d'oiseau, est de 11,5 °C et le cumul annuel moyen de précipitations est de 707,4 mm. 
La température maximale relevée sur cette station est de 40,7 °C, atteinte le 25 juillet 2019 ; la température minimale est de −14 °C, atteinte le 9 février 2012,,. 
Les paramètres climatiques de la commune ont été estimés pour le milieu du siècle (2041-2070) selon différents scénarios d'émission de gaz à effet de serre à partir des nouvelles projections climatiques de référence DRIAS-2020. Ils sont consultables sur un site dédié publié par Météo-France en novembre 2022.

## Urbanisme

### Typologie
Au 1er janvier 2024, Villiers-le-Sec est catégorisée commune rurale à habitat très dispersé, selon la nouvelle grille communale de densité à sept niveaux définie par l'Insee en 2022.
Elle est située hors unité urbaine. Par ailleurs la commune fait partie de l'aire d'attraction de Clamecy, dont elle est une commune de la couronne,. Cette aire, qui regroupe 45 communes, est catégorisée dans les aires de moins de 50 000 habitants,.

### Occupation des sols
L'occupation des sols de la commune, telle qu'elle ressort de la base de données européenne d’occupation biophysique des sols Corine Land Cover (CLC), est marquée par l'importance des territoires agricoles (100 % en 2018), une proportion identique à celle de 1990 (100 %). La répartition détaillée en 2018 est la suivante : prairies (99,8 %), terres arables (0,2 %). L'évolution de l’occupation des sols de la commune et de ses infrastructures peut être observée sur les différentes représentations cartographiques du territoire : la carte de Cassini (XVIIIe siècle), la carte d'état-major (1820-1866) et les cartes ou photos aériennes de l'IGN pour la période actuelle (1950 à aujourd'hui).

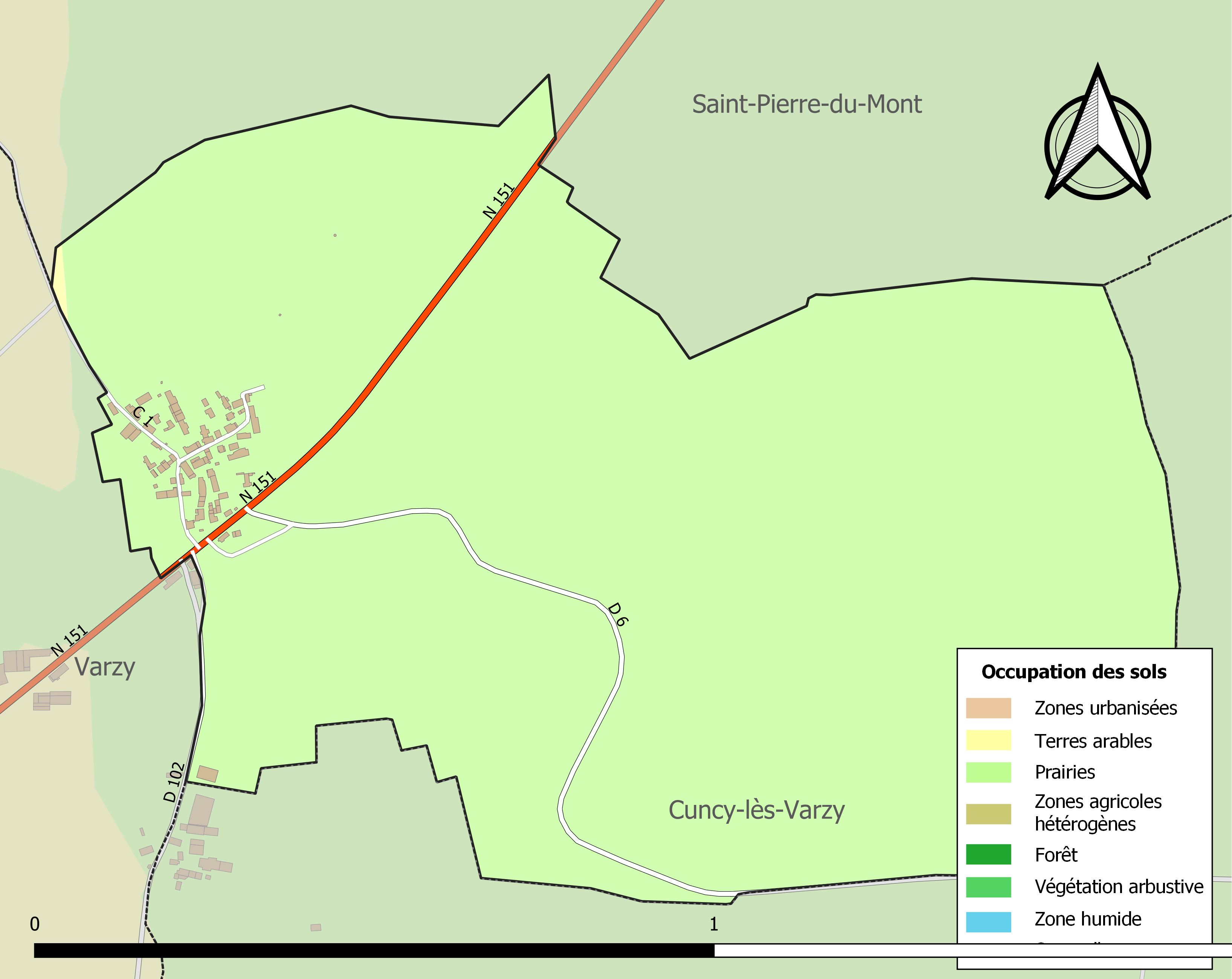
Carte des infrastructures et de l'occupation des sols de la commune en 2018 (CLC).

## Toponymie
On relève les formes suivantes du nom de la commune : Villare (VIIIe siècle), Villiers le Secq (XIIIe siècle) et Villes-le-Sec (1483).
Le déterminant -le-sec, la seconde partie du nom, se réfère à l'aridité du sol et à l'absence de cours d'eau.

## Histoire
- En 1906[15], le nombre d'habitants de Villiers-le-Sec, qui compte 45 maisons, s'élève à 126 individus. La commune compte une institutrice et un cantonnier. Il n’y a qu’un seul commerçant : un négociant en denrées alimentaires. Les artisans sont plus nombreux : 3 fendeurs, 1 charron, 1 menuisier, 1 maréchal-ferrant, 1 tonnelier. La profession la plus représentée est celle de propriétaire-exploitant (13), suivie par les journaliers agricoles (9), les cultivateurs (6) et les domestiques agricoles (5). Un berger et un vigneron figurent également dans la liste. Enfin, on recense dans la commune 4 rentiers. Au total, on relève à Villiers-le-Sec 15 professions différentes. Il n’y a, selon le recensement de 1906, ni curé ni médecin ni notaire ni cabaretier ni sage-femme dans la commune. Enfin, 7 nourrissons sont placés dans des familles du village.

## Politique et administration
| Période                                  | Période  | Identité             | Étiquette | Qualité |
| ---------------------------------------- | -------- | -------------------- | --------- | ------- |
| avant 1981                               |          | Émile Chatain        |           |         |
| mars 2008                                | En cours | Marie-France Duhamel |           |         |
| Les données manquantes sont à compléter. |          |                      |           |         |

## Démographie
L'évolution du nombre d'habitants est connue à travers les recensements de la population effectués dans la commune depuis 1793. Pour les communes de moins de 10 000 habitants, une enquête de recensement portant sur toute la population est réalisée tous les cinq ans, les populations de référence des années intermédiaires étant quant à elles estimées par interpolation ou extrapolation. Pour la commune, le premier recensement exhaustif entrant dans le cadre du nouveau dispositif a été réalisé en 2007.

En 2022, la commune comptait 49 habitants, en stagnation par rapport à 2016 (Nièvre : −3,28 %, France hors Mayotte : +2,11 %).
| 1793 | 1800 | 1806 | 1821 | 1831 | 1836 | 1841 | 1846 | 1851 |
| ---- | ---- | ---- | ---- | ---- | ---- | ---- | ---- | ---- |
| 235  | 250  | 245  | 251  | 240  | 218  | 228  | 206  | 192  |

| 1856 | 1861 | 1866 | 1872 | 1876 | 1881 | 1886 | 1891 | 1896 |
| ---- | ---- | ---- | ---- | ---- | ---- | ---- | ---- | ---- |
| 187  | 174  | 181  | 150  | 148  | 153  | 147  | 145  | 146  |

| 1901 | 1906 | 1911 | 1921 | 1926 | 1931 | 1936 | 1946 | 1954 |
| ---- | ---- | ---- | ---- | ---- | ---- | ---- | ---- | ---- |
| 149  | 127  | 124  | 86   | 76   | 74   | 64   | 57   | 52   |

| 1962 | 1968 | 1975 | 1982 | 1990 | 1999 | 2006 | 2007 | 2012 |
| ---- | ---- | ---- | ---- | ---- | ---- | ---- | ---- | ---- |
| 57   | 59   | 53   | 44   | 40   | 41   | 48   | 49   | 52   |

| 2017 | 2022 | - | - | - | - | - | - | - |
| ---- | ---- | - | - | - | - | - | - | - |
| 48   | 49   | - | - | - | - | - | - | - |